# Boris Strel
Boris Strel, né le 20 octobre 1959 à Škofja Loka et mort le 28 mars 2013  dans la même ville, est un skieur alpin yougoslave, d'origine slovène.

## Palmarès

### Jeux olympiques
| Édition / Épreuve   | Descente | Slalom géant | Slalom  |
| ------------------- | -------- | ------------ | ------- |
| JO 1980 Lake Placid | —        | 8e           | Abandon |
| JO 1984 Sarajevo    | —        | 5e           | —       |

### Championnats du monde
| Épreuve / Édition        | Descente | Slalom géant | Slalom  | Combiné |
| JO 1980 Lake Placid      | —        | 8e           | Abandon | —       |
| Mondiaux 1982 Schladming | —        | Bronze       | Abandon | —       |
| Mondiaux 1985 Bormio     | —        | Abandon      | —       | —       |

### Coupe du monde
- Meilleur résultat au classement général : 21e en 1981
  - 1 victoire : 1 géant

#### Saison par saison
- Coupe du monde 1979 :
  - Classement général : 25e
- Coupe du monde 1980 :
  - Classement général : 25e
- Coupe du monde 1981 :
  - Classement général : 21e
- Coupe du monde 1982 :
  - Classement général : 42e
    - 1 victoire en géant : Cortina d'Ampezzo
- Coupe du monde 1983 :
  - Classement général : 36e
- Coupe du monde 1984 :
  - Classement général : 38e
- Coupe du monde 1985 :
  - Classement général : 77e

### Arlberg-Kandahar
- Meilleur résultat : 14e place dans le slalom 1979 à Garmisch